# Santiago Llorente
Santiago Llorente Fernandez (ur. 9 lipca 1958 w Segowii, zm. 27 marca 2020 tamże) – hiszpański lekkoatleta, wicemistrz świata juniorów w biegu przełajowym indywidualnie (1977) i drużynowo (1976, 1977). 

## Życiorys
Na mistrzostwach świata w biegach przełajowych w 1976 zajął w biegu juniorów 9. miejsce, a z drużyną wywalczył srebrny medal.  W 1977 został wicemistrzem świata juniorów indywidualnie i drużynowo. W tym samym roku reprezentował Hiszpanię na mistrzostwach Europy juniorów na otwartym stadionie zajmując 4. miejsce w biegu na 5000 metrów, z wynikiem 13:57,8. Startował także na mistrzostwach świata w biegu przełajowym w kategorii seniorów: w 1978 (133. miejsce), w 1984 (58. miejsce i 9. miejsce drużynowo), w 1986 (20. miejsce i 7. miejsce drużynowo), w 1987 (103. miejsce i 7. miejsce drużynowo). W 1986 wystąpił na mistrzostwach Europy seniorów, zajmując 18. miejsce w biegu na 10 000 m, z wynikiem 29:00,42.
W 1975 i 1976 zdobył mistrzostwo Hiszpanii juniorów w biegu na 3000 metrów. W 1986 został mistrzem Hiszpanii seniorów w biegu na 10 000 m, wicemistrzostwo Hiszpanii seniorów wywalczył w 1978 w biegu na 5000 metrów i w 1987 w biegu na 10 000 metrów. W 1985 wygrał  bieg Venta de Banos.
Wystąpił w 11 meczach międzynarodowych seniorów, 3 meczach międzynarodowych juniorów oraz 8 meczach międzynarodowych w kategorii do 20 lat.
Rekordy życiowe:
- 5000 m: 13.42,3 (1987)
- 10 000 m: 28:38,30 (1987)

Po zakończeniu kariery sportowej pracował jako fizjoterapeuta w rodzinnym mieście, współpracował z Hiszpańskim Komitetem Paraolimpijskim.
Zmarł na COVID-19.